# Atactopsis reinhardi
Atactopsis reinhardi là một loài ruồi trong họ Tachinidae.